# Tân Yên, Mộc Châu
Tân Yên là một xã thuộc thị xã Mộc Châu, tỉnh Sơn La, Việt Nam.

## Địa lý
Xã Tân Yên có vị trí địa lý:
- Phía đông giáp xã Đoàn Kết
- Phía tây giáp huyện Bắc Yên và huyện Yên Châu
- Phía nam giáp phường Cờ Đỏ và các xã Chiềng Chung, Chiềng Hắc
- Phía bắc giáp huyện Phù Yên.

Xã Tân Yên có diện tích 192,79 km², dân số năm 2023 là 18.410 người, mật độ dân số đạt 95 người/km².

## Hành chính
Xã Tân Yên được chia thành 24 bản, tiểu khu: 9, 12, 34, Cà Đạc, Dọi, Hoa, Lóng Cóc, Lũng Mú, Nà, Nà Mường, Nà Mý, Nà Pháy, Nà Sánh, Nà Tân, Nặm Khao, Nậm Tôm, Phiêng Cành, Phiêng Đón, Pơ Nang, Sam Kha, Sao Tua, Suối Xáy, Tà Phềnh, Tầm Phế.

## Lịch sử
Ngày 14 tháng 11 năm 2024, Ủy ban Thường vụ Quốc hội ban hành Nghị quyết số 1280/NQ-UBTVQH15 về việc sắp xếp đơn vị hành chính cấp huyện, cấp xã của tỉnh Sơn La giai đoạn 2023 – 2025 (nghị quyết có hiệu lực từ ngày 1 tháng 2 năm 2025). Theo đó, thành lập xã Tân Yên thuộc thị xã Mộc Châu trên cơ sở toàn bộ 93,79 km² diện tích tự nhiên, quy mô dân số là 11.947 người của xã Tân Lập và toàn bộ 99 km² diện tích tự nhiên, quy mô dân số là 6.463 người của xã Tân Hợp.
Xã Tân Yên có 192,79 km² diện tích tự nhiên và quy mô dân số là 18.410 người.